# Hans Hoogveld
Johannes (Hans) Bernardus Everardus Hoogveld (Amersfoort, 21 mei 1947 – Haarlem, 29 juni 2024) was een Nederlands waterpolospeler. Mager en met lange armen en benen had hij de ideale bouw voor zwemmen.
Hoogveld nam tweemaal deel aan de Olympische Spelen, in 1968 en 1972. Hij eindigde met het Nederlands waterpoloteam beide keren op de zevende plaats.
Hij was eind jaren zestig en begin jaren zeventig lid van de Amersfoortse zwem- en poloclub Neptunus, een voorloper van ZPC Amersfoort. In 1970 won hij met dit team de bekerfinale. Bij Neptunus ontmoette hij ook zijn vrouw Rolien, die voor het eerste damesteam speelde.